# Spinasteron arenarium
Spinasteron arenarium là một loài nhện trong họ Zodariidae.
Loài này thuộc chi Spinasteron. Spinasteron arenarium được Barbara C. Baehr miêu tả năm 2003.